# Бинкос
Бинкос (болг. Бинкос) — село в Болгарии. Находится в Сливенской области, входит в общину Сливен. Население составляет 104 человек.

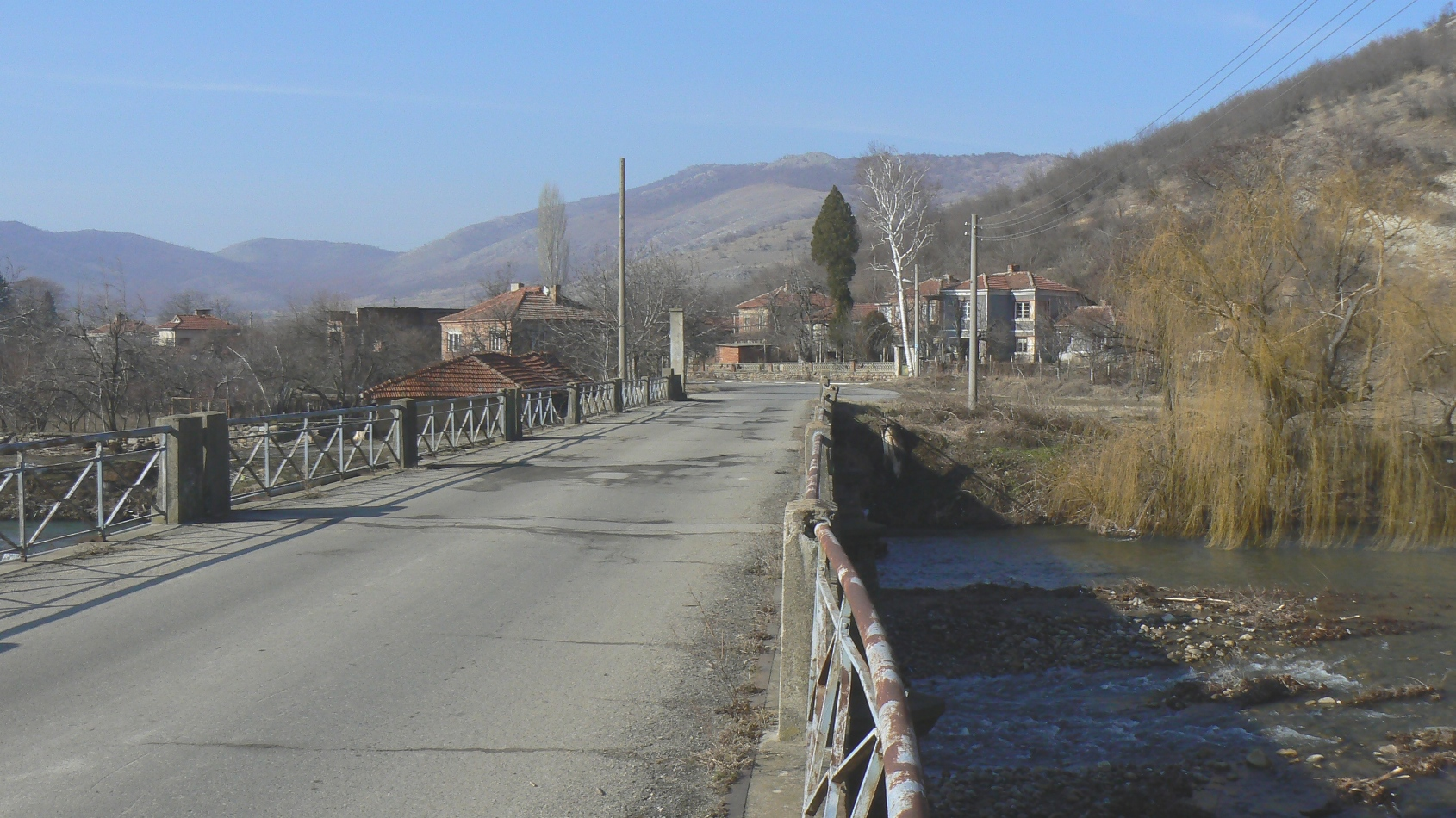
Вход деревни и мост через реку Беленска

## Политическая ситуация
В местном кметстве Бинкос должность кмета исполняет Минко Банков (Болгарская социалистическая партия).
Кмет (мэр) общины Сливен — Стефан Радев (ГЕРБ).